# SHF
| Freqüència super alta (SHF)                                   |
| ------------------------------------------------------------- |
| Cicles per segon: 3 GHz a 30 GHz Longitud d'ona: 10 cm a 1 cm |

 SHF  (sigles de l'anglès:  Super High Frequency , freqüència super alta) és una banda de l'espectre electromagnètic que ocupa el rang de freqüències de 3 GHz a 30 GHz També és coneguda com la banda centimètrica amb un rang de freqüències d'entre 10 i 1 centímetre.

## Descripció
La Unió Internacional de les Telecomunicacions (The International Telecommunication Union - ITU - Sigles en anglès), una organització civil internacional establerta per estandarditzar les telecomunicacions a nivell mundial ha establert que les Freqüències superalt estan localitzades entre 10 a 1 centímetre. Microones són part d'aquestes freqüències, però a més inclou les Freqüències Ultra Altes (UHF) i les Freqüències Extremadament Altes (EHF)
Les freqüències super altes són relativament curtes per les ones de ràdio. Aquestes freqüències són utilitzades per a dispositius de microones, telèfons mòbils (W-CDMA), WLAN, i els radars d'última generació.
L'estàndard Wireless USB utilitzarà aproximadament 1/3 del total d'aquesta porció de l'espectre radioelèctric.

## Usos
Alguns usos són les IEEE 802.11a Wireless LAN, pujades i baixades de Satèl·lits, i enllaços terrestres d'alta velocitat (de vegades coneguts com a "backhauls").

## Característiques de la banda SHF
En aquesta banda es produeix la propagació per trajectòria òptica directa.

## Sistemes que funcionen en SHF
Televisió via satèl·lit a les bandes C i Ku, radioenllaç, radar.